# والریا یوزویک
والریا یوزویک (اوکراینی: Валерія Вадимівна Юзьвяк؛ زادهٔ ۲۰ اوت ۱۹۹۹) ژیمناست ریتمیک اهل اوکراین است.